# Мейбл
Мейбл (реже Мейбел, Мэйбл; англ. Mabel, реже Maybelle) — английское женское личное имя, происходящее от лат. amabilis, что переводится как «милая», «дорогая».
Привнесённое норманнами — как Amable — на Британские острова, имя начало там распространение как Амабел, сокращённое — Mabel на протяжении всего Средневековья, с начала XVIII века его использование было в основном ограничено Ирландией, где это имя воспринималась как вариант кельтского имени Мэйв. В Викторианскую эпоху имя Mabel снова стало популярным в Великобритании, чему поспособствовала публикация романа «Наследник имения Редклиф» (1853) Шарлотты Мэри Янг, в котором главную героиню, ирландку, звали Мейбл Килкоран.
В конце XIX века это имя входило в двадцатку самых популярных. В современной истории пик популярности имени Мейбл пришёлся на 1910-е — 1920-е годы, с 1940-х до 2010-х годов это имя наоборот имело очень низкую популярность.

## Известные носительницы
- Мейбел (род. 1996; полное имя Мейбл Алабама-Пёрл МакВей) — англо-шведская певица и сочинительница песен.

- Альбертсон, Мэйбл (1901—1982) — американская актриса кино и телевидения.
- Баллин, Мэйбл (1887—1958) — американская киноактриса.
- Вернон, Мейбл[англ.] (1883—1975) — американская суфражистка и пацифистка.
- Виссе-Смит, Мейбл (род. 1968) — графиня Оранская-Нассау.
- Додж, Мэйбл (1879—1962) — американская светская львица и меценат, покровительница искусства.
- Лэнг, Мейбл[англ.] (1917—2010) — американский археолог.
- Мерсер, Мейбл[англ.] (1900—1984) — англо-американская певица кабаре.
- Норманд, Мэйбл (1893—1930) — американская киноактриса.
- Пейдж, Мэйбл (1880—1954) — американская актриса театра и кино.
- Стобарт, Мейбл Сент-Клер[англ.] (1862—1954) — британская суфражистка и активистка в сфере гуманитарной помощи.
- Стрикленд, Мейбл (1899—1988) — англо-мальтийская журналистка, владелица газеты и политик.
- Талиаферро, Мэйбл (1887—1979) — американская актриса театра и кино.
- Тодд, Мейбл[англ.]:
  - Тодд, Мейбл (1856—1932) — американская писательница и редактор.

Псевдоним
- Мейбл — одно из прозвищ американского рестлера Нельсона Фрейзера (1971—2014).
- Большая Мейбл[англ.] (1924—1972; наст. имя Мейбл Луиза Смит) — американская R&B-певица.
- Мейбл Старк[англ.] (1889—1968; наст. имя Мэри Энн Хейни) — американская дрессировщица тигров.
- Мабель Матис[тур.] (род. 1985; наст. имя Фатих Караджа) — турецкий поп-певец и сочинитель песен.

Вымышленные персонажи
- Мэйбл Пайнс — одна из главных героинь мультсериала «Гравити Фолз».
- Мейбл — уродливая сводная сестра Золушки во франшизе «Шрек».

## Мабель
В латинской транскрипции это имя пишется также, Mabel.
- де Беллем, Мабель (1030-е — 1079) — дама д’Алансон, дама де Беллем[фр.], дочь Гильома II Талваса.
- Бьянко, Мабель (род. 1941) — аргентинский врач.
- Москера, Мабель (род. 1969) — колумбийская тяжелоатлетка.